# District d'Umaria
Le district d'Umaria (hindi : उमरिया जिला) est un district de l'état du Madhya Pradesh, en Inde,

## Géographie
Au recensement de 2011, sa population compte 643 579 habitants.
Son chef-lieu est la ville de Umaria. 